# 中田直宏
中田 直宏（なかた なおひろ、1939年6月2日 - ）は、日本の作曲家。愛知県出身。

## 経歴
名古屋市に生まれる。小学校から中野二郎に音楽を学ぶ。名古屋市立菊里高等学校卒業。東京芸術大学で作曲を長谷川良夫に師事した。
東京芸大卒業後は福岡教育大学、愛知県立芸術大学、愛知教育大学で教育に携わりながら作曲活動、指揮活動を続けた。
著名な教え子には帰山栄治、中村滋延、藤掛廣幸、等がいる。
1994年ロシア・クラスノダール市芸術賞、2006年佐川吉男音楽奨励賞受賞。

## 主な作品
- ヴァイオリン・ソナタ（音楽之友社から出版）
- オペラ「玉手箱かぐやひめ物語」
- オペラ「なよ竹の輝夜」 (第4回佐川吉男音楽賞奨励賞を受賞)
- オペラ「宗春」
- 愛知県立岡崎西高等学校・校歌
- 愛知県立豊野高等学校・校歌[2]
- 碧南市立中央中学校・校歌

福岡県公立古賀竟成館高等学校・校歌
豊田市立竜神中学校・校歌